# Luizia zebrina
Luizia zebrina là một loài ốc biển, là động vật thân mềm chân bụng sống ở biển trong họ Pseudolividae.